# Lumpenella longirostris
Lumpenella longirostris är en fiskart som först beskrevs av Barton Warren Evermann och Goldsborough, 1907.  Lumpenella longirostris ingår i släktet Lumpenella och familjen taggryggade fiskar. Inga underarter finns listade i Catalogue of Life.